# إي أر جي
إي أر جي هي مدرجة في البورصة الإيطالية للطاقة، التي تأسست في عام 1938 ، ومقرها في جنوة بإيطاليا.

## الملف الشخصي
بعد فترة من التحول العميق (بيع مصفاة ISAB ومحطة الطاقة ISAB ، وإنشاء مشروع TotalErg المشترك وبيع شبكة ERG Oil Sicilia) ، أصبحت ERG Group الآن المشغل الرئيسي لطاقة الرياح في إيطاليا وهو حاليا من بين المراكز العشرة الأولى في أوروبا (البرية). كما تمتلك محطة توليد كهرباء تعمل بنظام الدورة المركبة (ERG Power ، 480 ميجاوات) في Priolo Gargallo في صقلية، وقد اشترت مؤخرًا وحدة الطاقة الكهرومائية Terni (527 ميجاوات) من EON Produzione.
فيما يتعلق بالتوزيع الجغرافي لمزارع الرياح، توجد محطة MW المركبة بشكل أساسي في إيطاليا (1,093) ، حيث توجد أيضًا مراكز لوجستيات العمليات والصيانة في ERG. يوجد ERG بحوالي 252 ميجاوات في فرنسا، 216 ميجاوات في ألمانيا، في رومانيا (70 ميجاوات) وفي بلغاريا (54 ميجاوات).  خلال عام 2015 ، أصبحت مزارع الرياح في بولندا تعمل (حوالي 80 ميجاوات).

## روابط خارجية
- موقع ERG الرسمي
- نسخة تفاعلية من 2011 ERG التقرير السنوي
- نسخة تفاعلية من تقرير الاستدامة لعام 2010
- ERG تجديد الموقع الرسمي
- موقع ERG Divisione Power & Gas الرسمي
- موقع TotalErg الرسمي